# Préval
Préval är en kommun i departementet Sarthe i regionen Pays de la Loire i nordvästra Frankrike. Kommunen ligger i kantonen La Ferté-Bernard som tillhör arrondissementet Mamers. År 2022 hade Préval 669 invånare.

## Befolkningsutveckling
Antalet invånare i kommunen Préval
| Referens: INSEE |